# United Center
O United Center é um ginásio de esportes localizado em Chicago, Illinois, nos Estados Unidos. É a casa do time de basquetebol da NBA, Chicago Bulls, e da equipe de hóquei no gelo da NHL, Chicago Blackhawks. Ele recebeu o nome de seu patrocinador, a United Airlines, que pagava aproximadamente 1.8 milhões de dólares por ano até 2014 pelos seus direitos de nome.
O plano para construir a arena foi criado por Jerry Reinsdorf e Bill Wirtz, os proprietários dos dois times, respectivamente. O projeto começou a sair do papel em abril de 1992.
O predecessor do United Center foi o Chicago Stadium, que foi demolido após a abertura do United Center em 18 de agosto de 1994.
A arena alega ser a maior dos Estados Unidos (em tamanho, não em capacidade), com cerca de 950 000 pés quadrados (o equivalente a cerca de 88 257 metros quadrados), e abriga 200 shows por ano, atraindo mais de 20 milhões de visitantes desde sua inauguração. Tem capacidade para 20.500 torcedores no hóquei no gelo (alcançou 22,077 pagantes em 2012), 22.880 nobasquetebol ou mais de 23.000 torcedores (competições de wrestling profissional) - mas os números só incluem espectadores sentados, já tendo posto 22,077 pagantes em um jogo dos Blackhawks e 23,028 em um dos Bulls.
No lado leste da arena estão estátuas de Michael Jordan, hexacampeão da NBA pelo Bulls e considerado maior jogador de basquete da história, e da dupla de jogadores de hóquei Bobby Hull e Stan Mikita, campeões da Stanley Cup pelos Blackhawks em 1961. No norte - próximo da antiga localização do Chicago Stadium - há um monumento para vários jogadores dos Blackhawks.

## Informação da Arena
Os Bulls e os Blackhawks possuem e operam o United Center por meio de uma parceria 50/50, a United Center Joint Venture (UCJV). A arena abrange 89.000 m2 em um terreno de 46 acres, a oeste do Chicago Loop. A arena é a maior dos Estados Unidos em tamanho, embora não em capacidade. Seu exterior tem uma notável semelhança com o do Chicago Stadium. Tem 19.717 lugares para o hóquei, 20.917 para o basquetebol e até 23.500 para concertos. O United Center hospeda mais de 200 eventos por ano e atraiu mais de 20 milhões de visitantes desde sua inauguração. O comparecimento rotineiramente excede a capacidade de assentos para os jogos dos Bulls e dos Blackhawks.
A acústica do United Center foi projetada para amplificar o ruído para replicar "The Roar" - o barulho que tornou o Chicago Stadium famoso, especialmente durante os jogos de hóquei. Durante a temporada de hóquei, os Blackhawks usam um órgão Allen que é uma réplica do famoso órgão Barton da antiga arena. A recriação das notas do antigo órgão demorou dois anos.
O prédio tem 43 m de altura e custou US $ 175 milhões para construir. Enquanto os Blackhawks e os Bulls há muito planejavam outra arena, um mercado imobiliário inflado e a recessão do início da década de 1990 atrasaram o projeto até que o financiamento fosse garantido por um sindicato internacional, com financiamento de bancos do Japão, Austrália e França. Originalmente com 216 camarotes de luxo, na reforma de 2009-2010 a arena tinha 169 suítes executivas em três níveis.
Tanto o Chicago Blackhawks quanto o Chicago Bulls jogam seus jogos em casa na arena com alguns deles em noites consecutivas. O piso de madeira para os jogos dos Bulls é colocado sobre o gelo em que os Blackhawks jogam. O piso é montado como um quebra-cabeça e desmontado quando os Blackhawks jogam.

## Eventos

### Esportes
Além dos 82 jogos de Bulls e Blackhawks a cada ano, o United Center sediou outros eventos esportivos, como os jogos basquete da Universidade de Illinois, o Torneio de Basquete da Big Ten (do primeiro torneio em 1998 a 2001, depois em anos ímpares de 2003 a 2007 e novamente em 2013 e 2015), o Torneio de Basquete Masculino da NCAA (hospedado quatro vezes, incluindo 2011), o Roundball Classic e o Great Eight Classic.
A arena foi a casa dos Bulls durante sua segunda série de três títuos consecutivos, hospedando as Finais da NBA em 1996, 1997 e 1998. Os Bulls venceu as séries de 1996 e 1997 no sexto jogo em casa, mas venceu a série de 1998 no Delta Center, agora conhecido como Vivint Arena, em Salt Lake City, Utah.
O United Center também foi o local do pay-per-view do SummerSlam de 1994 - o primeiro grande evento realizado dentro do prédio e também o único grande evento realizado no prédio pela WWE. Ele também hospedou o último pay-per-view anual da WCW, o Spring Stampede, em 2000. Em 3 de março de 2018, a WWE retornou ao United Center pela primeira vez em mais de 20 anos com o Road To WrestleMania House.
A arena já sediou as finais da Stanley Cup em três ocasiões:  2010, 2013 e 2015. Os Blackhawks venceram as duas primeiras Stanley Cups no sexto jogo da série na casa de seus oponentes (Wachovia Center em Filadélfia 2010 e o TD Garden em Boston em 2013). No entanto, eles venceram a série de 2015 contra o Tampa Bay Lightning em casa no sexto jogo, a primeira vez desde 1938 que os Hawks conquistou a Copa em Chicago.
No fim de semana de 5 a 6 de março de 2011, o Professional Bull Riders fizeram sua estreia na Built Ford Tough Series no United Center. Foi a sua terceira visita à área de Chicago, tendo visitado a Allstate Arena em Rosemont em 2006 e 2008. O evento no United Center apresentou um cenário único, pois em vez de sujeira, foi usada pedra britada branca para cobrir o chão da arena. A final do Campeonato de Hoquei do Ensino Médio de Illinois é realizado no United Center anualmente.
Em 28 de janeiro de 2012, o Ultimate Fighting Championship realizou seu primeiro evento na arena televisionado nacionalmente: o UFC on Fox. O UFC on Fox 2 foi o segundo evento ao vivo do UFC no horário nobre na Fox. A luta principal foi o ex-campeão meio-pesado do UFC, Rashad Evans, contra Phil Davis, com Evans vencendo por decisão unânime dos juizes. O UFC anunciou em meados de janeiro de 2015 que o United Center seria o anfitrião do UFC on Fox 16. O United Center também hospedou o UFC on Fox: Johnson vs Dodson em 2013 e UFC on Fox: Henderson vs Thomson em 2014. Em 9 de junho de 2018, o United Center sediou o UFC 225, seu primeiro evento PPV.
Em setembro de 2018, o United Center sediou a segunda edição da Laver Cup. A competição de tênis contou com Team Europe vs. Team World.
Em 2020, a arena sediou o All-Star Game da NBA de 2020.
Em 25 de março de 2021, o United Center se tornou o centro logístico de Chicago para apoiar os esforços contra a COVID-19.

### Entretenimento

#### Concertos
Com capacidade para 23.500 lugares para concertos, o United Center tem sido o lar de muitas apresentações. O primeiro foi Billy Joel, que afirmou que “A acústica precisa de algum trabalho”. 
New Kids on the Block, Prince, Adele, The Smashing Pumpkins, Kanye West, Madonna, U2, Rolling Stones, Tina Turner, Van Halen, Iron Maiden, Aerosmith, Bon Jovi, Barbra Streisand, Bruce Springsteen, Sir Paul McCartney, Janet Jackson, Celine Dion, The Who, Pearl Jam, Green Day, Jay-Z, Mary J. Blige e Lady Gaga fizeram shows completamente lotados na arena. A Dave Matthews Band, que lançou seu show de 1998 no local, intitulado Live in Chicago 12.19.98 at the United Center.

#### Eventos familiares
O United Center também forneceu uma casa em Chicago para os Ringling Bros. e Barnum & Bailey Circus (a última apresentação foi em 2016 e eles fecharam permanentemente em 21 de maio de 2017) e Disney on Ice, que ocorrem uma vez por ano; os Bulls eos  Blackhawks têm a tradição de fazer uma viagem de duas semanas quando o circo está na cidade. Depois que Ringling deixou Chicago pela última vez em novembro de 2016, os Bulls e os Blackhawks permitiram que a produção irmã de Ringling, Disney on Ice, realizasse seu último show de duas semanas em fevereiro de 2017, antes de ser condensado em um período de uma semana a partir de fevereiro de 2018.

#### Eventos de televisão
Em 29 de agosto de 1994, o recém-inaugurado United Center foi a casa do sétimo evento anual da WWF, o Summerslam. Exibido ao vivo, o comparecimento foi de 23.000 pessoas.
Em 17 de maio de 2011, Oprah The Farewell Season: Oprah's Surprise Spectacular foi gravado no United Center. O programa foi ao ar na televisão nos dias 23 e 24 de maio de 2011. Fotos do evento estão expostas na entrada da arena, na parede do Portão 4.

#### Eventos políticos
O United Center também foi o local da Convenção Nacional Democrata de 1996, onde o Partido Democrata indicou como seus candidatos presidenciais e vice-presidenciais, Bill Clinton e Al Gore, os titulares dos respectivos cargos, que seriam reeleitos como resultado da eleição geral realizada naquele novembro.

## Reformas

### 300 Level
Novidade para a temporada de 2009-10, o nível 300 do United Center apresenta um saguão reformado com 144 TVs de tela plana, novas estações de comidas e bebidas  e dois novos bares que se abrem para vistas panorâmicas da arena. Durante a entressafra de 2010, dois bares adicionais com vista panorâmica da arena foram adicionados junto com os outros dois. Após a temporada de 2012–13, uma terceira barra panorâmica de LED foi instalada em torno do nível 300, substituindo as famosas placas "Welcome To The Madhouse".
O United Center inclui:
- Uma variedade de novos itens de menu fornecidos pelo novo fornecedor de alimentos e bebidas do United Center, Restaurantes Levy.
- Um novo estande de concessão e área de estar está localizado na Seção 326 chamado “Backstage”. Esta área reproduz a atmosfera de estar nos bastidores de um show do United Center e incluirá fotos de atos musicais que ocorreram no United Center, juntamente com um menu especializado dos Restaurantes Levy.
- Novos estandes e bares de concessão localizados no topo do Nível 300 no lado norte da arena para fornecer aos torcedores sentados naquela área acesso fácil ao serviço de comida e bebida.
- Duas novas áreas transportam mercadorias exclusivas para "The Madhouse on Madison".
- Novos postos de alimentação no saguão com mais assentos.
- Novos sistemas de vídeo com fotografia, vídeo e animação nas paredes do saguão que irão criar imagens e uma programação especializada para cada evento individual.

### Piso de madeira de lei
Um novo piso foi adicionado ao United Center para a temporada de 2015–16 e inclui várias alterações. O icônico logotipo da cabeça de touro na quadra central aumentou em 75% e a imagem de uma bola de basquete que antes estava atrás do logotipo foi removida. O texto “CHICAGO BULLS” nas linhas finais foi alterado para a fonte usada no logotipo oficial dos Bulls para tornar o design da quadra mais consistente com a marca Bulls e a mesma fonte foi aplicada ao “Bulls.com” e ao “@ChicagoBulls” no norte da quadra. As linhas na quadra foram alteradas de vermelho e branco para todo preto para enfatizar as cores da marca dos Bulls. As quatro estrelas da bandeira da cidade de Chicago foram adicionadas ao sul da quadra para destacar o orgulho cívico do time e incorporar a campanha da marca “Chicago Basketball”.

### Placar

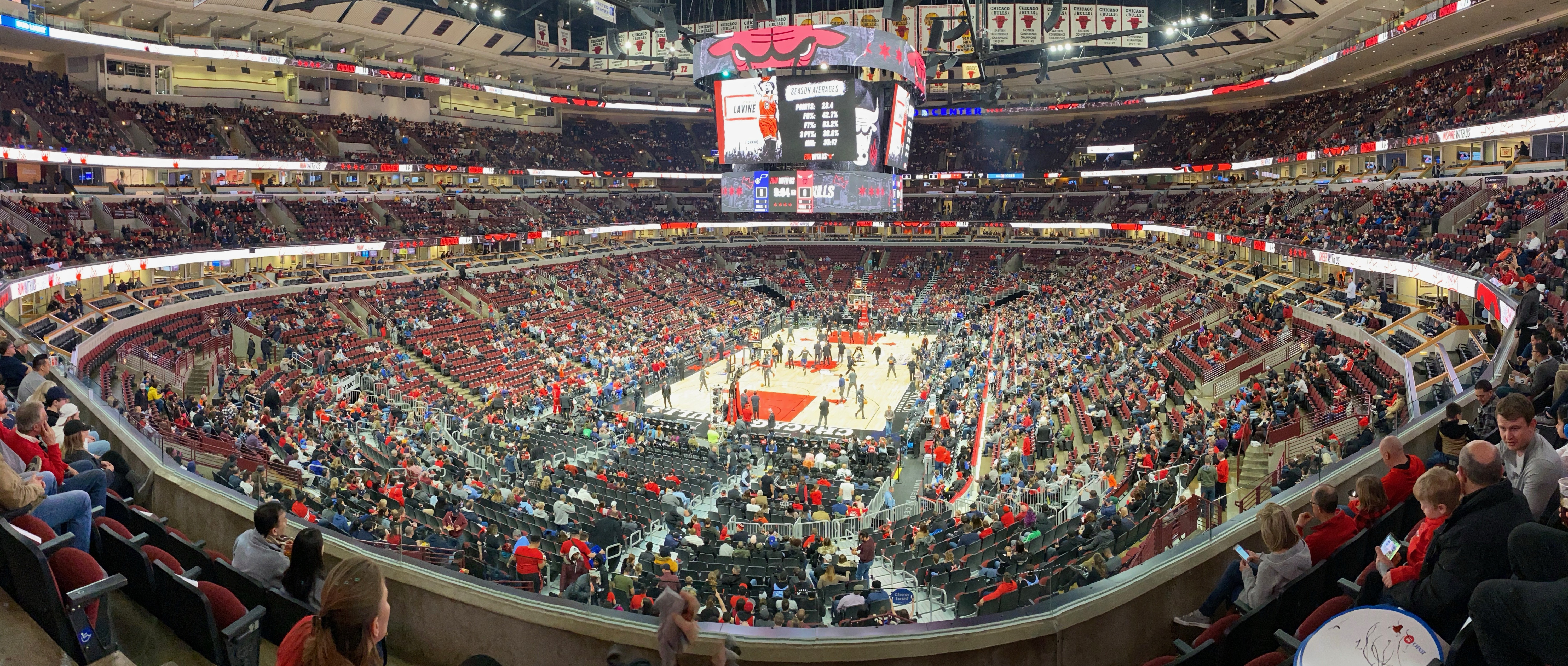
Panorama do United Center durante jogo dos Bulls, com o placar no meio

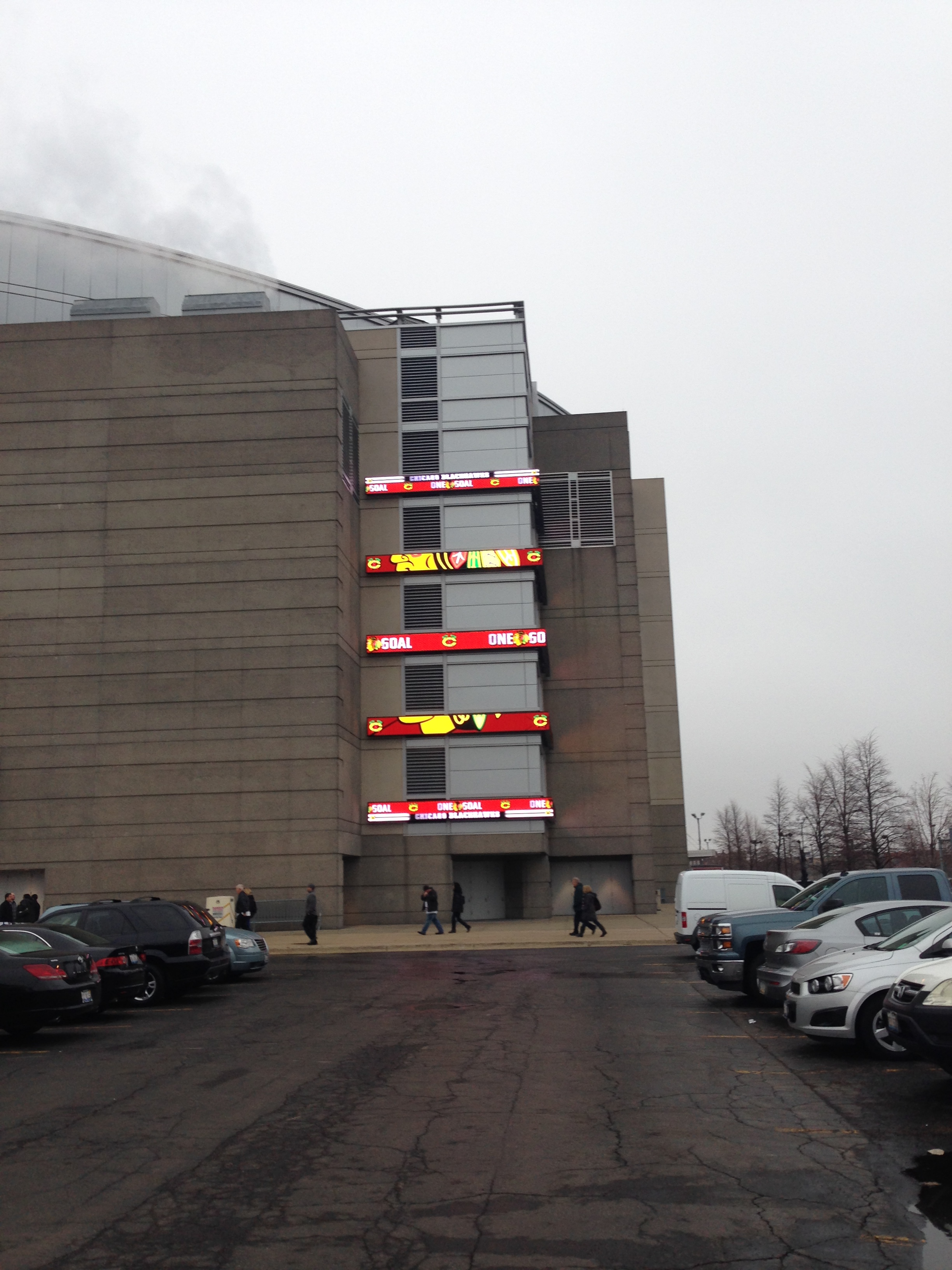
Iluminação LED do United Center.

Em 2019, um novo placar foi adicionado ao United Center. O placar é atualmente o maior placar da NHL e da NBA. O placar possui uma tela de 800 m2 com movimento cinético com seis painéis independentes, uma tela de anel interno contínuo inédita e novos alto-falantes e iluminação.

## Banners
As seguintes faixas estão penduradas nas vigas do United Center em homenagem aos Bulls e aos Blackhawks do passado e do presente.

### Bulls
| Número de aposentados e homenageados do Chicago Bulls | Número de aposentados e homenageados do Chicago Bulls | Número de aposentados e homenageados do Chicago Bulls | Número de aposentados e homenageados do Chicago Bulls                                        | Número de aposentados e homenageados do Chicago Bulls |
| No.                                                   | Jogador                                               | Posições/Cargos                                       | Tempo                                                                                        | Cerimonia de aposentadoria                            |
| ----------------------------------------------------- | ----------------------------------------------------- | ----------------------------------------------------- | -------------------------------------------------------------------------------------------- | ----------------------------------------------------- |
| 4                                                     | Jerry Sloan                                           | G/SF                                                  | 1966–1976                                                                                    | 17 de Fevereiro de 1978                               |
| 10                                                    | Bob Love                                              | F                                                     | 1968–1976                                                                                    | 14 de Janeiro de 1994                                 |
| 23                                                    | Michael Jordan                                        | SG                                                    | 1984–1993 1995–1998                                                                          | 1 de Novembro de 2003                                 |
| 33                                                    | Scottie Pippen                                        | SF                                                    | 1987–1998 2003–2004                                                                          | 9 de Dezembro de 2005                                 |
| —                                                     | Phil Jackson                                          | Treinador                                             | 1987–1989 (Assistente) 1989–1998 (Treinador Principal)                                       | 5 de Maio de 1999                                     |
| —                                                     | Johnny Kerr                                           | Treinador Gerente de negócios Locutor de rádio        | 1966–1968 (Treinador Principal) 1973–1975 (Gerente de negócios) 1977–2009 (Locutor de rádio) | 10 de Fevereiro de 2009                               |
| —                                                     | Jerry Krause                                          | Gerente Geral                                         | 26 de Março de 1985–7 de Abril de 2003                                                       | 31 de Outubro de 2003                                 |

#### Banners de títulos
- Campeões da Divisão Centro-Oeste de 1974–75
- Campeões da Divisão Central de 1990–91, 1991–92, 1992–93, 1995–96, 1996–97, 1997–98, 2010–11 e 2011–12
- Campeões da Conferência Leste de 1990–91, 1991–92, 1992–93, 1995–96, 1996–97 e 1997–98
- Campeões da NBA de 1991, 1992, 1993, 1996, 1997 e 1998
- Uma faixa com o número 72 é pendurada abaixo do título da divisão de 1995-96 para denotar o recorde de mais vitórias em uma temporada (72-10).

### Blackhawks
| Números aposentados do Chicago Blackhawks | Números aposentados do Chicago Blackhawks | Números aposentados do Chicago Blackhawks | Números aposentados do Chicago Blackhawks | Números aposentados do Chicago Blackhawks |
| No.                                       | Jogador                                   | Posições                                  | Tempo                                     | Cerimonia de aposentadoria                |
| ----------------------------------------- | ----------------------------------------- | ----------------------------------------- | ----------------------------------------- | ----------------------------------------- |
| 1                                         | Glenn Hall                                | G                                         | 1957–1967                                 | 20 de Novembro de 1988                    |
| 3                                         | Keith Magnuson                            | D                                         | 1969–1980                                 | 12 de Novembro de 2008                    |
| 3                                         | Pierre Pilote                             | D                                         | 1955–1968                                 | 12 de Novembro de 2008                    |
| 9                                         | Bobby Hull                                | LW                                        | 1957–1972                                 | 18 de Dezembro de 1983                    |
| 18                                        | Denis Savard                              | C                                         | 1980–1990 1995–1997                       | 19 de Março de 1998                       |
| 21                                        | Stan Mikita                               | C                                         | 1958–1980                                 | 19 de Outubro de 1980                     |
| 35                                        | Tony Esposito                             | G                                         | 1969–1984                                 | 20 de Novembro de 1988                    |

#### Banners de títulos
- Campeões da Divisão Leste da 1969–70
- Campeões da Divisão Oeste de 1970–71, 1971–72 e 1972–73
- Campeões da Divisão Smythe de 1975–76, 1977–78, 1978–79 e 1979–80
- Campeões da Divisão Norris de 1982–83, 1985–86, 1989–90, 1990–91 e 1992–93
- Campeões da Divisão Central de 2009–10, 2012–13 e 2016–2017
- Campeões da Conferências Campbell de 1970–71, 1972–73 e 1991–92
- Campeões da Conferência Oeste de 2009–10, 2012–13 e 2014–15
- Campeões do Troféu dos Presidentes de 1990–91 e 2012–13
- Campeões da Stanley Cup de 1934, 1938, 1961, 2010, 2013 e 2015
- O banner com os anos de 2012–13 está pendurado abaixo do banner do Troféu dos Presidentes de 1990–91, marcando a segunda vez que os Blackhawks ganharam o troféu.

## Estátuas
Várias estátuas de grandes jogadores dos Bulls e dos Blackhawks existem dentro e ao redor do estádio.
O mais notável é a estátua de Michael Jordan, também conhecida como "The Spirit", no lado leste da arena. Originalmente instalada em 1994, durante a primeira aposentadoria de Jordan e logo após a abertura do estádio, a estátua mostra Jordan no meio de um enterrada sobre um jogador adversário, com seus tempo nos Bulls e estatísticas da carreira gravadas na parte inferior.
Em 2000, em homenagem ao 75º aniversário do time, uma estátua de vários grandes jogadores dos Blackhawks de diferentes épocas, junto com o logotipo da franquia, foi erguida no lado norte do ginásio na Madison Street, perto do antigo Chicago Stadium. A parte de trás da estátua mostra os nomes de todos os jogadores dos Blackhawks até aquele momento, junto com uma placa de mármore que comemora o Chicago Stadium.
As lendas dos Blackhawks, Bobby Hull e Stan Mikita, receberam estátuas de bronze em sua homenagem fora do United Center durante a temporada da NHL de 2011-12.
Em 2011, um busto de bronze de Scottie Pippen foi inaugurado no saguão do primeiro andar do ginásio.

## Patrocínio

Logotipo anterior do United Center, usado até setembro de 2011. O logotipo foi alterado para o atual para refletir a fusão da United Airlines com a Continental Airlines.

A United Airlines pagou cerca de US $ 1,8 milhão por ano até 2014 pelos direitos de nome da arena. A United se fundiu com a Continental Airlines em outubro de 2010, mantendo o logotipo e a aparência corporativa da Continental. A arena continuou a usar o logotipo da tulipa do United durante a temporada de 2010-11. Para a temporada de 2011-12, todos os sinais anteriores da United foram substituídos pelo logotipo do globo. Duas novas placas acesas nas extremidades leste e oeste da arena escritas "United Center" com o globo United no meio foram reveladas abaixo das suítes do nível superior, complementando as antigas placas "Madhouse" nos lados norte e sul.
Em dezembro de 2013, foi anunciado que um acordo havia sido alcançado para manter os naming rights do United na arena por mais 20 anos. O United Center verá uma série de atualizações e melhorias no interior e exterior do edifício. Novas sinalizações, placas de LED adicionais e outros elementos foram adicionados após chegar a este acordo. Telas de LED foram instaladas no lado norte da arena junto com uma placa de LED panorâmica no nível 300, eliminando a placa "Welcome To The Madhouse".
A Anheuser-Busch também estabeleceu um patrocínio. Eles são parceiros do Chicago Bulls e do Chicago Blackhawks e ganharam os direitos de sinalização dentro da arena junto com um pub.

## Assento
| Anos          | Capacidade |
| ------------- | ---------- |
| 1994–2009     | 21,711     |
| 2009–Presente | 20,917     |
| Espaço em pé  | 23,129     |

| Anos          | Capacidade |
| ------------- | ---------- |
| 1994–2009     | 20,500     |
| 2009–Presente | 19,717     |
| Espaço em pé  | 22,428     |

### Comparecimento recorde
- Basquete: 24.544 (11 vezes durante os Playoffs da NBA de 1996 e nos Playoffs da NBA de 1997)
- Hóquei no gelo: 22.690 (25 de outubro de 2008 contra o Detroit Red Wings)